# Lindenstammwiesengraben
Der Lindenstammwiesengraben, möglicherweise ein natürlicher Wasserlauf, entwässert die Lindenstammwiesen in einen kleinen namenlosen Stauteich, der zudem auch den Büschengraben und den Möllerteichgraben aufstaut. Es ist ein rechter Zufluss des Büschengrabens.

## Beschreibung
Der Graben, der in seiner vollen Länge durch die Lindenstammwiesen fließt, entspringt auf etwa 478 Metern Höhe zwischen dem Gräfingründer Teich im Norden und dem Möllerteich im Süden, auf dem Gebiet des Landkreises Mansfeld-Südharz. Nach zwölf Metern wechselt der Graben in den Landkreis Harz.
Es wird bis zur Mündung nur wenig Wasser geführt. Auf Bildern aus dem Oktober 2011 ist er komplett trocken gefallen und ein erster Baum wächst seit einigen Jahren im Flussbett.
Aus etwa 456 Meter Höhe mündet der Lindenstammwiesengraben in einen namenlosen Stauteich.